# Oinacu (gmina)
Oinacu – gmina w Rumunii, w okręgu Giurgiu. Obejmuje miejscowości Braniștea, Comasca i Oinacu. W 2011 roku liczyła 3357 mieszkańców. 